# Anthony Bonsante
Anthony "The Bullet" Bonsante (født 28. oktober 1970 i Crosby, Minnesota) er en professionel bokser og tidligere konkurrent i reality tv-programmet The Contender. Han arbejder også om natten som vejleder i et distributionscenter.[kilde mangler]

## Privatliv
Bonsante er far til to børn, og han anser dem meget for af sin inspiration, især i ringen. Han er meget stolt af sine børn og hans arbejdsmoral.[kilde mangler]

## The Contender
Han var deltager i reality tv-programmet The Contender, kort før han kæmpede mod fremtids deltager Peter Manfredo og tabte.  Kampen var Manfredos første forsvar af WBO og NABA Letmellemvægttitlerne. Bonsante havde tidligere vundet en kamp om den ledige IBU Supermellemvægt titel.
I showet, blev han placeret på West Coast holdet og kæmpede mod Brent Cooper i den sjette første 1. omgang kamp. Han vandt i med karakteristiske aggressive stil. 
Efter at være blevet ramt af en uppercut fra Jesse Brinkley i kvartfinalen på trods af at have haft de bedste slag med sin karakteristiske aggressive bokse-stil blev han slået i dørken, og befandt sig fladt på kanvassen.
Bonsante udkæmpede en revanchekamp mod Jesse Brinkley i The Contender Rematch realityprogram, hvor han udboksede sin mostander. Selvom ringside-kommentatorne gav kampen til Tony, tildelte dommerne sejren til Brinkley.[kilde mangler]

## Bokse-karriere
I juli 2006 blev han slået af Supermellemvægt udfordreren Allan Green på ESPN. [kilde mangler]
Den 20. januar 2009 blev det meddelt, at Bonsante ville forsvare sin Minnesota mellemvægttitel mod udfordreren Andy Kolle på Grand Casino Hinckley den 27. marts samme år. Andy Kolle vandt via en TKO i 3. omgang, hvorefter Anthony Bonsante annoncerede sin pensionering fra sporten.